# Följdsats
En följdsats eller korollarium är en sats som är en omedelbar följd av en annan sats. Ordet korollarium kommer av latinets corollarium som betyder liten krans eller gåva.

## Exempel
Från randvinkelsatsen följer direkt att alla randvinklar på samma cirkelbåge är lika stora.